# Rio Rita (film 1929)
Rio Rita è un film del 1929 sceneggiato e diretto da Luther Reed.
Il soggetto è firmato dai librettisti Guy Bolton e Fred Thompson che erano gli autori del musical originale di cui il film segue fedelmente la trama. Prodotto da Florenz Ziegfeld, Jr., è uno dei pochi film supervisionati personalmente dal famoso impresario.
Il musical Rio Rita andò in scena nel febbraio del 1927, restando in cartellone contemporaneamente in tre teatri per quasi 500 repliche fino all'aprile 1928. Alla prima, il 2 febbraio allo Ziegfeld Theatre, la protagonista fu Ethelind Terry.
Tra gli altri protagonisti del musical, Bert Wheeler e Robert Woolsey (che ripresero il loro ruolo anche nella versione cinematografica) ebbero un tale successo come coppia comica da ottenere un contratto per una serie di film con la RKO.
Il film, il primo sonoro per Bebe Daniels, rilanciò la carriera dell'attrice in coppia con John Boles. I due attori parteciparono negli anni seguenti ad alcuni film musicali, registrando per la RCA Victor alcuni brani musicali.
Nel 1942, uscì un rifacimento, il film Rio Rita con Bud Abbott e Lou Costello, che ricalca in maniera approssimativa la storia originale.

## Trama
Chick Bean è un contrabbandiere di New York che arriva nella città messicana di San Lucas per poter divorziare dalla moglie e sposarsi con Dolly. Ma, dopo le nuove nozze, Ned Lovett, l'avvocato di Chick, avvisa il suo cliente che il divorzio non è valido e gli consiglia di star lontano dalla novella sposa.
A San Lucas, Rita Ferguson è una bellezza del sud corteggiata da un ranger texano, Jim Stewart, e dal locale signore della guerra, il generale Ravenoff. Jim, benché sia sulle tracce del bandito Roberto, esita ad arrestarlo perché Roberto è fratello della bella Rita. Ravenoff approfitta del fatto per mettere in cattiva luce il ranger presso Rita, dicendole che Jim vuole catturare il fratello. La donna, allora, per proteggere Roberto, accetta di sposare il generale.
Nel frattempo, arriva in città la prima moglie di Chick, Katie, che vuole accusarlo di bigamia. Ma la storia si risolve felicemente quando Katie finisce per innamorarsi di Lovett, l'avvocato del marito.
Alle nozze tra Ravenoff e Rita che devono svolgersi su una chiatta ormeggiata sul Rio Grande, interviene il ranger che slega gli ormeggi dell'imbarcazione, lasciandola andare alla deriva. Si scopre che il vero bandito non è Roberto - che si rivela essere un agente del servizio segreto messicano - ma proprio Ravenoff che viene arrestato e portato via. Restano Jim e Rita che, finalmente, possono convolare a nozze.

## Produzione
Il film fu prodotto dalla RKO Radio Pictures (presents) (con il nome RKO Productions, Inc.). Girato in bianco e nero, venne usato il technicolor two-strip per il finale, la scena della festa di nozze sul barcone.

## Distribuzione
Distribuito dalla RKO Radio Pictures (con il nome A Radio Picture), il film uscì nelle sale cinematografiche statunitensi il 15 settembre 1929.

### La musica
Le musiche del film furono orchestrate da Roy Webb e furono dirette da Victor Baravalle. Le canzoni sono tratte dal musical del 1917.

#### Le canzoni
Musica di Harry Tierney / Parole di Joseph McCarthy (non accreditati)
- Jumping Bean
- The Kinkajou
- Sweethearts
- River Song
- Rio Rita
- Siesta Time
- Espanola
- Are You There
- The Rangers' Song
- You're Always in My Arms
- The Spanish Shawl
- If You're in Love You'll Waltz
- Out on the Loose
- Poor Fool
- Over the Boundary Line
- Sweetheart, We Need Each Other
- Following the Sun Around
- Long Before You Came